# Hemithea subflavida
Hemithea subflavida är en fjärilsart som beskrevs av W. Warren 1896. Hemithea subflavida ingår i släktet Hemithea och familjen mätare. Inga underarter finns listade i Catalogue of Life.